# Erasmus+

Logo di Erasmus+

Erasmus+ è il programma promosso dalla Commissione europea in materia di istruzione, formazione, gioventù e sport per il periodo 2021-2027. L'obiettivo del programma è quello di sostenere la strategia Europa 2020, contribuendo all'accrescimento dei livelli di occupazione, allo sviluppo del capitale sociale e alla promozione della cooperazione fra gli Stati dell'Unione europea.
La dotazione finanziaria del programma ammonta a 14,7 miliardi di euro per il periodo 2014-2020, registrando un aumento del 40% rispetto alla programmazione precedente.

## Origine
Prima dell'introduzione di Erasmus+, nel periodo dal 2007 al 2013, in materia di istruzione, formazione, gioventù e sport erano previsti diversi meccanismi di finanziamento, vale a dire:
- Programma di apprendimento permanente
- Programma Gioventù in azione
- Programma Erasmus Mundus
- Tempus
- Alfa
- Edulink
- Programmi di cooperazione con in paesi industrializzati nel settore dell'istruzione superiore.

Questi programmi per il periodo 2014-2020 sono stati unificati sotto il marchio "Erasmus+" per facilitarne l'accesso da parte dei cittadini interessati e promuovere nuove forme di cooperazione tra i diversi settori coinvolti dalle varie azioni.

## Struttura del programma
Il programma Erasmus+ è suddiviso in azioni:
- Azione chiave 1 - mobilità individuale - comprende le attività di mobilità per studenti e personale scolastico, diplomi di laurea magistrale congiunti e garanzia per i prestiti destinati agli studenti di master, scambio di giovani e servizio volontario europeo.
- Azione chiave 2 – Cooperazione per l'innovazione e le buone pratiche - comprende partenariati strategici transazionali, alleanze della conoscenza tra istituti di istruzione superiore e imprese, alleanze delle abilità settoriali, Piattaforme informatiche (tra cui eTwinning, Portale europeo per i Giovani settore Gioventù, Epale per l'educazione degli adulti).
- Azione chiave 3 – Riforma delle politiche - comprende iniziative per lo sviluppo e il monitoraggio di politiche innovative, per il sostegno a reti transeuropee e la promozione del programma e di Europa 2020.
- Attività Jean Monnet - comprende cattedre, centri di eccellenza accademici, studi e conferenze per intensificare la formazione negli studi sull'integrazione europea, reti e progetti tra università europee.
- Sport - comprende partenariati volti alla prevenzione della violenza e del doping, eventi sportivi, studi, reti e conferenze per la definizione di politiche in ambito sportivo, seminari e/o forum con gli addetti del settore, iniziative della presidenza riguardanti lo sport.

## Enti coinvolti nell'attuazione del programma
La responsabilità del regolare funzionamento del programma Erasmus+ è di competenza della Commissione europea, che ne gestisce il bilancio e ne stabilisce obiettivi e priorità.
In Italia la gestione operativa del programma è di competenza di tre Agenzie nazionali competenti per ambiti diversi:
- Indire (Istituto nazionale di documentazione, innovazione e ricerca educativa) è Agenzia nazionale Erasmus+: opera con il coordinamento della Commissione europea, DG Istruzione e Cultura e del MIUR, in collaborazione con le Agenzie nazionali dei 33 Paesi partecipanti al programma negli ambiti che riguardano istruzione scolastica, educazione degli adulti e istruzione superiore/universitaria, settore che comprende Università, Alta Formazione Artistica e Musicale, Scuole Superiori per Mediatori linguistici e Istituti tecnici Superiori. Si occupa della gestione della mobilità individuale ai fini di apprendimento per gli studenti dei 3 cicli del percorso universitario e della formazione per tutto il personale docente, amministrativo e tecnico della scuola, dell'università, dell'educazione degli adulti. L'Agenzia gestisce direttamente anche i progetti di cooperazione per l'innovazione e lo scambio di buone pratiche, partenariati strategici tra istituti scolastici, istituti di istruzione superiore, organizzazioni pubbliche e private. L'Agenzia nazionale Erasmus+ ha sede a Firenze e un ufficio distaccato a Roma.
- INAPP (Istituto Nazionale per l'Analisi delle Politiche Pubbliche), in precedenza Isfol (Formazione Professionale dei Lavoratori), è agenzia nazionale Erasmus+ per il settore Formazione.
- ANG (Agenzia Nazionale per la Gioventù) è Agenzia nazionale Erasmus+ per il settore Gioventù.